# Береговое (Феодосия)
Берегово́е (до 1948 года Коран-Эли; укр. Берегове, крымскотат. Qoran Eli) — село на юго-восточном побережье Крыма, на побережье Чёрного моря. Входит в городской округ Феодосия Республики Крым (согласно административно-территориальному делению Украины — центр Берегового сельсовета Феодосийского горсовета Автономной Республики Крым).

## История
Первое поселение на месте Берегового появилось ещё в античную эпоху — скифское селище, существовавшее в конце IV в. до н. э. — до III в. н. э. В средние века, на том же месте в XV—XVII веках также существовало поселение, оставленное жителями по неустановленной пока причине.
Существует версия, что в 1792 году земли вблизи деревни Сарыголь были пожалованы Антонио Коронелли, но ордером князя Платона Зубова от 2 июня 1795 года Коронелли отведены …стоящие впусте земли Симферопольскаго уезда при деревне Куш…. Видимо, изначальное название села, всё же, Коронели, а Коран-Эли — народная ассоциация по созвучию.
Первое известное поселение на месте Берегового — отмеченный на карте 1842 года хутор Ханджилёва, обозначенный условным знаком «малая деревня», то есть, менее 5 дворов, а карте 1856 года (авторства Августа Логерота) вблизи современного Берегового отмечена немецкая колония Мерценберг (нем. Merzenberg), отмечен хутор, уже безымянный, и на трёхверстовой карте 1865—1876 года. На вёрстовой карте 1890 года селение на месте Берегового подписано, как Сарыголь, в деревне 15 дворов с русским населением. По «…Памятной книжке Таврической губернии на 1892 год» в Сарыголе, входившем в Владиславское сельское общество, числилось 73 жителя в 3 домохозяйствах, а в не входившем в сельское общество — жителей и домохозяйств не числилось. По «…Памятной книжке Таврической губернии на 1902 год» в деревне Сарыголь числилось 86 жителей в 9 домохозяйствах. По Статистическому справочнику Таврической губернии. Ч.II-я. Статистический очерк, выпуск пятый Феодосийский уезд, 1915 год, в деревне Сарыголь Владиславской волости Феодосийского уезда числилось 18 дворов с русским населением в количестве 206 человек приписных жителей.
После установления в Крыму Советской власти, по постановлению КрымРевКома от 8 января 1921 года была упразднена волостная система и село вошло в состав вновь созданного Владиславовского района Феодосийского уезда, а в 1922 году уезды получили название округов. 11 октября 1923 года, согласно постановлению ВЦИК, в административное деление Крымской АССР были внесены изменения, в результате которых округа ликвидировались и Владиславовский район стал самостоятельной административной единицей. Декретом ВЦИК от 04 сентября 1924 года «Об упразднении некоторых районов Автономной Крымской С. С. Р.» Старо-Крымский район был упразднён в октябре 1924 года район был преобразован в Феодосийский и село включили в его состав. Название Коран-Эли впервые встречается в Списке населённых пунктов Крымской АССР по Всесоюзной переписи 17 декабря 1926 года, согласно которому в селе Коран-Эли, Дальне-Камышского сельсовета Феодосийского района, числилось 48 дворов, все крестьянские, население составляло 199 человек, из них 198 русских и 1 записан в графе «прочие». Постановлением ВЦИК «О реорганизации сети районов Крымской АССР» от 30 октября 1930 года из Феодосийского района был выделен (воссоздан) Старо-Крымский район (по другим сведениям 15 сентября 1931 года) и село включили в его состав, а, с образованием в 1935 году Кировского — в состав нового района. По данным Всесоюзная перепись населения 1939 года в селе проживало 328 человек.
На предвоенной топографической карте РККА Современное Береговое фигурирует под названием «Коронель».
В 1944 году, после освобождения Крыма от фашистов, 12 августа 1944 года было принято Постановление № ГОКО-6372с «О переселении колхозников в районы Крыма» и в сентябре того же года в село приехали первые переселенцы, 1268 семей, из Курской, Тамбовской и Ростовской областей, а в начале 1950-х годов последовала вторая волна переселенцев. С 25 июня 1946 года Коран-Эли в Крымской области РСФСР. Указом Президиума Верховного Совета РСФСР от 18 мая 1948 года, Коран-Эли переименовали в Береговое. 26 апреля 1954 года Крымская область была передана из состава РСФСР в состав УССР. С 10 августа 1954 года село — центр сельсовета ещё Кировского района. Указом Президиума Верховного Совета УССР «Об укрупнении сельских районов Крымской области», от 30 декабря 1962 года Кировский район был упразднён и село присоединили к Ленинскому району. 1 января 1965 года, Указом Президиума ВС УССР «О внесении изменений в административное районирование УССР — по Крымской области», вновь включили в состав Кировского. На 1974 год в Береговом числилось 1204 жителя.
В состав Феодосийского горсовета Береговое передано после 1 июня 1977 года, поскольку на эту дату ещё числилось в Кировском районе. С 12 февраля 1991 года село в восстановленной Крымской АССР, 26 февраля 1992 года переименованной в Автономную Республику Крым. С 21 марта 2014 года в составе Крыма аннексировано Россией, с 5 июня 2014 года — в Городском округе Феодосия.

## География
Береговое расположено западнее пгт Приморского примерно в 10 км (по шоссе) к северо-востоку от центра Феодосии (там же ближайшая железнодорожная станция), на берегу Феодосийского залива Чёрного моря, высота центра села над уровнем моря 5 м. Транспортное сообщение с материком осуществляется по Керченскому шоссе через Крымский мост и региональной автодороге 35А-001 «граница с Украиной — Джанкой — Феодосия — Керчь» (по украинской классификации — М-17). Восточнее расположено солёное пересыхающее озеро Кучук-Аджиголь. Побережье моря у посёлка известно, как «Золотой пляж» — популярный курорт Крыма.

### Климат
Береговое — малый курортный центр Юго-Восточного Крыма. Высокая солнечная инсоляция, почти всегда безоблачное небо, преобладание ветров комфортных скоростей, освежающих бризов, наличие прекрасных мелководных песчаных пляжей, тёплого моря делают этот посёлок особенно привлекательным для детского и семейного отдыха. Климат в Береговом переходный от субтропического средиземноморского к умеренному континентальному. Дневная температура в летние месяцы достигает +30С.
| Показатель              | Янв. | Фев. | Март | Апр. | Май  | Июнь | Июль | Авг. | Сен. | Окт. | Нояб. | Дек. | Год  |
| ----------------------- | ---- | ---- | ---- | ---- | ---- | ---- | ---- | ---- | ---- | ---- | ----- | ---- | ---- |
| Средняя температура, °C | 0,9  | 1,4  | 4,4  | 10,6 | 16,1 | 20,8 | 23,4 | 22,8 | 18,4 | 12,4 | 7,8   | 4,1  | 11,9 |
| Норма осадков, мм       | 37   | 35   | 32   | 34   | 36   | 44   | 35   | 51   | 38   | 25   | 34    | 48   | 449  |
| Источник: Meteoprog.ua  |      |      |      |      |      |      |      |      |      |      |       |      |      |

## Население
| 2001 | 2014  |
| ---- | ----- |
| 2461 | ↘2377 |

### Динамика численности
| - 1892 год — 73 чел. - 1902 год — 86 чел. - 1915 год — 206 чел. - 1926 год — 199 чел. - 1939 год — 328 чел. | - 1974 год — 1204 чел. - 1989 год — 1784 чел. - 2001 год — 2461 чел. - 2014 год — 2377 чел. |

Всеукраинская перепись 2001 года показала следующее распределение по носителям языка.
| Язык             | Процент |
| ---------------- | ------- |
| русский          | 74,6    |
| крымскотатарский | 19,99   |
| украинский       | 4,63    |
| другие           | 0.12    |

## Экономика

### Туризм
Основной доход в местный бюджет муниципального округа Феодосия получает за счёт налоговых вычетов за коммерческое предоставления съёма жилья в селе Береговое.
Заключено соглашение о создание туристско-рекреационного комплекса «Межозерье», расположен в районе между оз. Аджиголь пгт Приморский и оз. Кучук- Аджиголь в с. Береговое.

## Современное состояние
На 2018 год в Береговом числится свыше 40 улиц и переулков, микрорайон и 5 садовых товариществ; на 2009 год, по данным сельсовета, село занимало площадь 752 гектара на которой, в 740 дворах, проживало около 2 тысяч человек. В селении действуют средняя школа № 8, детский сад № 26 «Парус», библиотека, отделение Почты России, амбулатория, Троицкая церковь, Береговое связано с Феодосией городскими автобусами.